# Route nationale 559
La route nationale 559 (RN 559 o N 559) è stata una strada nazionale francese che partiva da Marsiglia e terminava a Roccabruna-Capo Martino. Venne completamente declassata nel 1972.

## Percorso
Cominciava in città all’intersezione con la N8 per dirigersi a sud-est. Rappresentava un'alternativa alla stessa N8, alla N98 o alla N7 poiché, a differenza di quelle, collegava le città che si affacciano sul Mediterraneo senza mai allontanarsi di molto dalla costa. Serviva così La Ciotat, Six-Fours-les-Plages, Tolone, Le Pradet, Hyères (da dove procedeva unitamente alla N98 fino a Bormes-les-Mimosas) e Cavalaire-sur-Mer. In seguito giungeva a Sainte-Maxime e Fréjus.
Nel dipartimento delle Alpi Marittime, a differenza di quello del Varo, ora non è più conosciuta come D559, ma come D1068, dato che qui fu rinominata N98 e poi declassata. Proseguiva per Mandelieu-la-Napoule, Cannes, Antibes, Nizza e Roccabruna-Capo Martino, dove aveva luogo l'innesto sulla N7.